# China Open 2012 - Qualificazioni singolare maschile
Le qualificazioni del singolare maschile del China Open 2012 sono state un torneo di tennis preliminare per accedere alla fase finale della manifestazione. I vincitori dell'ultimo turno sono entrati di diritto nel tabellone principale. In caso di ritiro di uno o più giocatori aventi diritto a questi sono subentrati i lucky loser, ossia i giocatori che hanno perso nell'ultimo turno ma che avevano una classifica più alta rispetto agli altri partecipanti che avevano comunque perso nel turno finale.

## Teste di serie
1. Brian Baker (qualificato)
2. Matthew Ebden (qualificato)
3. Łukasz Kubot (primo turno)
4. Grega Žemlja (ultimo turno)

1. Alex Bogomolov Jr. (qualificato)
2. Michael Berrer (qualificato)
3. Donald Young (ultimo turno)
4. Wang Yeu-tzuoo (primo turno)

## Qualificati
1. Brian Baker
2. Matthew Ebden

1. Michael Berrer
2. Alex Bogomolov Jr.

## Tabellone

### Legenda
| - Q = Qualificato - WC = Wild card - LL = Lucky loser | - ALT = Alternate - SE = Special Exempt - PR = Protected Ranking | - w/o = Walkover - r = Ritirato - d = Squalificato |

### Sezione 1
|  | Primo turno | Primo turno   | Primo turno   | Primo turno | Primo turno |  |  | Ultimo turno | Ultimo turno | Ultimo turno | Ultimo turno | Ultimo turno |  |
|  |             |               |               |             |             |  |  |              |              |              |              |              |  |
|  | 1           | Brian Baker   | Brian Baker   | 6           | 6           |  |  |              |              |              |              |              |  |
|  |             | Gianluca Naso | Gianluca Naso | 4           | 4           |  |  | 1            | Brian Baker  | Brian Baker  | 6            | 6            |  |
|  |             | Yuki Bhambri  | Yuki Bhambri  | 3           | 2           |  |  | 7            | Donald Young | Donald Young | 3            | 1            |  |
|  | 7           | Donald Young  | Donald Young  | 6           | 6           |  |  |              |              |              |              |              |  |

### Sezione 2
|  | Primo turno | Primo turno    | Primo turno    | Primo turno | Primo turno |  |  | Ultimo turno | Ultimo turno  | Ultimo turno  | Ultimo turno | Ultimo turno |  |
|  |             |                |                |             |             |  |  |              |               |               |              |              |  |
|  | 2           | Matthew Ebden  | Matthew Ebden  | 6           | 7           |  |  |              |               |               |              |              |  |
|  | WC          | Chang Yu       | Chang Yu       | 3           | 65          |  |  | 2            | Matthew Ebden | Matthew Ebden | 6            | 6            |  |
|  |             | Jan Mertl      | Jan Mertl      | 6           | 6           |  |  |              | Jan Mertl     | Jan Mertl     | 2            | 4            |  |
|  | 8           | Wang Yeu-tzuoo | Wang Yeu-tzuoo | 2           | 3           |  |  |              |               |               |              |              |  |

### Sezione 3
|  | Primo turno | Primo turno    | Primo turno    | Primo turno | Primo turno |  |  | Ultimo turno | Ultimo turno   | Ultimo turno   | Ultimo turno | Ultimo turno |  |
|  |             |                |                |             |             |  |  |              |                |                |              |              |  |
|  | 3           | Łukasz Kubot   | Łukasz Kubot   | 2           | 4           |  |  |              |                |                |              |              |  |
|  |             | Marsel İlhan   | Marsel İlhan   | 6           | 6           |  |  |              | Marsel İlhan   | Marsel İlhan   | 3            | 0            |  |
|  | WC          | Yang Tsung-hua | Yang Tsung-hua | 2           | 3           |  |  | 6            | Michael Berrer | Michael Berrer | 6            | 6            |  |
|  | 6           | Michael Berrer | Michael Berrer | 6           | 6           |  |  |              |                |                |              |              |  |

### Sezione 4
|  | Primo turno | Primo turno        | Primo turno        | Primo turno | Primo turno |  |  | Ultimo turno | Ultimo turno       | Ultimo turno       | Ultimo turno | Ultimo turno |  |
|  |             |                    |                    |             |             |  |  |              |                    |                    |              |              |  |
|  | 4           | Grega Žemlja       | 6                  | 3           | 7           |  |  |              |                    |                    |              |              |  |
|  |             | Jan Hernych        | 4                  | 6           | 65          |  |  | 4            | Grega Žemlja       | Grega Žemlja       | 3            | 4            |  |
|  | WC          | Wang Chuhan        | Wang Chuhan        | 0           | 2           |  |  | 5            | Alex Bogomolov Jr. | Alex Bogomolov Jr. | 6            | 6            |  |
|  | 5           | Alex Bogomolov Jr. | Alex Bogomolov Jr. | 6           | 6           |  |  |              |                    |                    |              |              |  |